# 핀란드 신분원

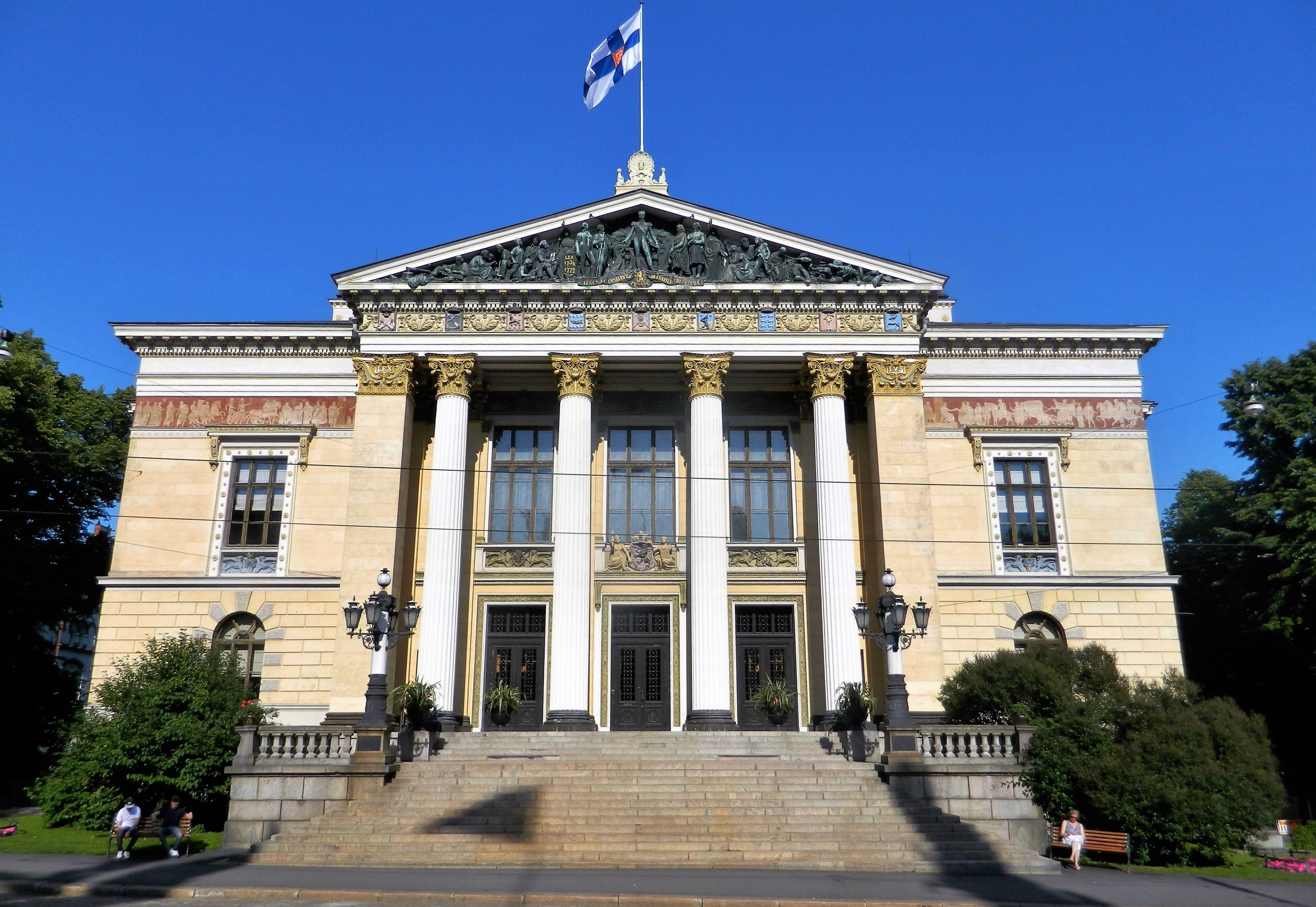

신분원(핀란드어: Säätytalo 새튀탈로[*], 스웨덴어: Ständerhuset)은 헬싱키에 소재한 역사적 건물이다. 핀란드 국립은행 건물 맞은편에 위치해 있으며, 헬싱키 대성당 바로 북동쪽에 있다. 1891년 지어졌다.
핀란드 대공국의 입법기관인 핀란드 국회는 프랑스 왕국의 삼부회 같은 신분제 국회였는데, 총 4개 신분(귀족, 성직자, 시민, 농민)으로 구성되어 있었다. 그 중 귀족들은 핀란드 기사원에 입주하고, 나머지 세 신분은 신분원에 입주했다. 신분원에도 대표를 보낼 수 없는 다수 대중들은 평민(rahvas) 또는 몰신분민(säädyttömät)이라고 불렸다.
1906년 의회개혁으로 신분제가 폐지되고 단원제 핀란드 의회가 신설되면서 신분원은 사용되지 않게 되었다.  오늘날 신분원 건물은 이따금씩 정부 회합 장소로 사용된다. 또 총선거 이후 연정 구성을 논의하는 자리이기도 하며 고등탄핵재판소가 열리는 곳이기도 하다. 건물은 원로원 부동산이라는 법인을 통해 핀란드 공화국이 국유하고 있다.